# ココカラファインOEC
株式会社ココカラファインOECは、かつて存在した株式会社ココカラファインの100%子会社。インターネット通信販売事業を行っていた。ココカラファインの旧販社の一つである株式会社セイジョーが2006年から開始した事業を2011年4月株式会社ココカラファインEC事業部に移管し、事業強化を目的に2013年2月に分社化した。
2016年10月1日、株式会社ココカラファイン ヘルスケアに吸収合併され、解散した。

## 社名の由来
ココカラファインOECの「O」は、株式会社ココカラファイングループのコーポレートスローガンである「おもてなしNo.1になる」が由来。医薬品、医療機器等の品質、有効性及び安全性の確保等に関する法律（薬機法）で義務づけられてはいない問診チェック機能など安全・安心な医薬品の供給に重きをおいている。Omotenashiの他に、将来的なOmnichannel、One to one marketingの意図も含む。

## 基本情報
- 資本金：95,000,000円
- 所在地：〒222-0033 神奈川県横浜市港北区新横浜三丁目17番地6 イノテックビル６F

## 沿革
- 2013年2月20日 株式会社ココカラファインOEC設立。代表取締役社長 郡司 昇。
- 2013年4月1日 株式会社ココカラファインから株式会社ココカラファインOECに事業継承。
- 2013年7月 本社および販社5サイト（ココカラファイン、セイジョー、セガミ、ジップドラッグ、ライフォート）を1サイトに統合。店舗用ポイントカードであるココカラクラブカードとECサイトのポイント連携開
- 2015年2月23日 日本郵便株式会社との間で医薬品等の通販事業を連携、同社の通販サイト「郵便局のネットショップ」にドラッグストア専用ページを開設。
- 2016年10月1日 株式会社ココカラファイン ヘルスケアに吸収合併され解散。